# Жидкостное охлаждение
Жидкостное охлаждение — система отвода излишнего тепла от рабочего тела посредством контакта с циркулирующей охлаждающей жидкостью.
Главными преимуществами этой схемы по сравнению с воздушным охлаждением являются способность отводить большее количество тепла, меньший размер установки и более низкий уровень шума. Термоэлектрические или химические схемы охлаждения не дают подобной производительности и КПД.

## Классификация

### По типу циркуляции теплоносителя

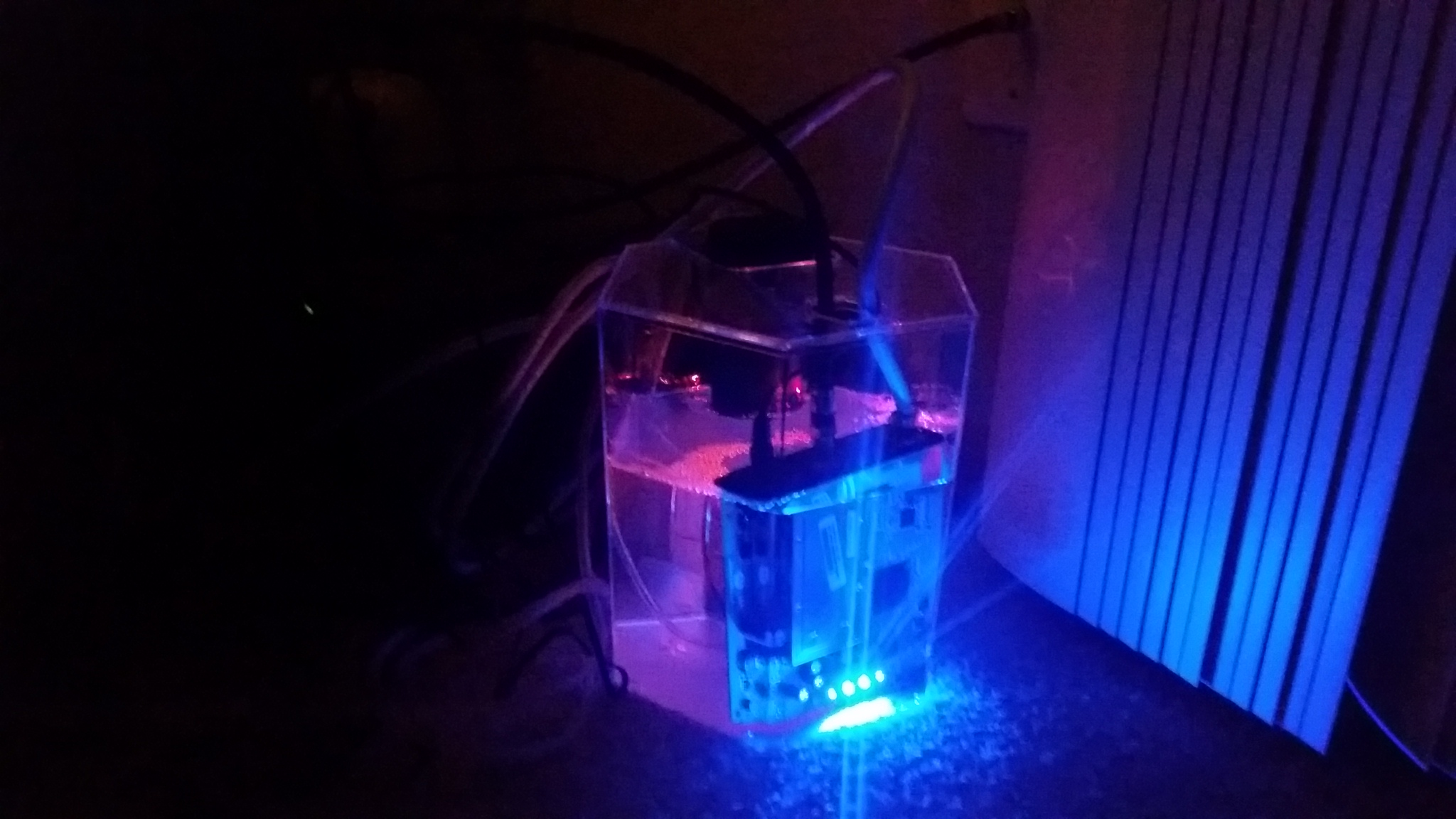
Модем, погруженный в охлаждающую жидкость (минеральное масло)

Классифицируются в соответствии со способом использования теплоносителя в системе.
- Замкнутые — в таких системах жидкость-теплоноситель циркулирует по герметичному контуру, нагреваясь от источника тепла (нагревателя) и остывая в охлаждающем контуре (охладителе). В зависимости от устройства системы, теплоноситель может закипать или полностью испаряться, вновь конденсируясь в охладителе (Тепловые трубки).
- Незамкнутые — в незамкнутых (проточных) системах теплоноситель подается извне, нагревается у источника тепла и направляется во внешнюю среду. В этом случае она играет роль охладителя, предоставляя необходимые объём теплоносителя нужной температуры на входе и принимая нагретый на выходе.
- Открытые — системы, в которых нагреватель помещен в некоторый объём теплоносителя, а тот заключен в охладителе, если таковой предусмотрен конструкцией. Например, открытая система с маслом в качестве теплоносителя используются для охлаждения мощных электротрансформаторов.

### По источнику циркуляции теплоносителя

Схема работы атомной электростанции на двухконтурном водо-водяном энергетическом реакторе (ВВЭР)

Классифицируются в соответствии с механизмом, вызывающим циркуляцию.
- Конвективные — системы, в которых теплоноситель протекает через нагреватель только за счет тепловой конвекции.
- Циркуляционные — системы, в которых для перемещения теплоносителя используется насос той или иной конструкции.

Теплоноситель на выходе из нагревателя может иметь большую энергию и использоваться как энергоноситель в турбинах.

## Применение в технике
- В охлаждении ядерных реакторов чаще всего используется жидкий теплоноситель (вода или металл);
- Большинство современных автомобилей имеют жидкостное охлаждение двигателя;
- Некоторые суперкомпьютеры и ЦОД оснащаются жидкостными системами охлаждения;
- В компьютерной технике набирает популярность установка систем жидкостного охлаждения в персональных компьютерах для охлаждения процессора, видеокарты.
- Также применяется в электронике для теплоотвода от компонентов силовых цепей и уменьшения градиента температур внутри блоков.

## Особенности
Система жидкостного охлаждения (СЖО) может иметь несколько контуров. В этом случае первый контур и все до последнего являются замкнутыми СЖО, где охладитель предыдущего контура является нагревателем следующего. Последний контур может быть замкнутым, или незамкнутым.
СЖО обычно включает следующие элементы:

### В автомобиле
- двойные стенки цилиндров, пространство между которыми заполнено охлаждающей жидкостью (например, водой или антифризом);
- теплообменник или радиатор, состоящий из трубок и полостей;
- вентилятор, состоящий из ступицы и лопастей, при вращении которого обеспечивается прокачка воздуха между трубками радиатора;
- насос центробежного типа для обеспечения циркуляции охлаждающей жидкости в системе;
- трубопроводы, связывающие двигатель с радиатором.

### На тепловозе
Система охлаждения дизеля на тепловозе аналогична автомобильной, но циркулирующее в дизеле масло обычно охлаждается водой в масловодяном теплообменнике (а не в масловоздушном радиаторе, как в автомобиле), то есть система охлаждения масла является двухконтурной.

### На судах
Система охлаждения на судах является двухконтурной: циркулирующие в дизеле вода и масло охлаждаются забортной водой в водо-водяном и водомасляном телообменниках.
Однако в подвесных моторах двигатель чаще всего охлаждается непосредственно забортной водой.

### Замкнутая СЖО в компьютере
Производителями выпускаются как необслуживаемые системы жидкостного охлаждения, которые представляют собой единое изделие, так и отдельные комплектующие для самостоятельной сборки систем.
Все системы жидкостного охлаждения, вне зависимости от их типа, применяемые в персональных компьютерах, состоят из:
- Водоблока на охлаждаемом элементе;
- Радиатора охлаждения пассивного или активного типа (с воздушным охлаждением, как у кулера);
- Помпы для прокачки охлаждающей жидкости, погружная или внешняя;
- Трубок для связи компонентов системы;

Опционально, в зависимости от конструкции:
- Расширительный бачок, если конструкция радиатора не позволяет обойтись без него;
- Датчики температуры, уровня и потока охлаждающей жидкости, работы воздушного охлаждения радиатора;
- Отделитель воздуха.

Хотя и существует мнение, что в случае применения систем жидкостного охлаждения в компьютерах, их необходимо называть системами водяного охлаждения, следует помнить, что термин «жидкостное охлаждение» является более общим, и включает в себя как «водяное охлаждение», так и другие более экзотические варианты, такие как «жидкометаллическое охлаждение», и использование вместо воды антифриза в ватерчиллерах.

## Жидкостное охлаждение в промышленности
Большинство производственных процессов во многих отраслях промышленности требуют особых температурных условий, и промышленное охлаждение воды, и других жидкостей (молока, вина, пива, газированных напитков) становится частью технологии производства.
Не только пищевая промышленность использует промышленное охлаждение воды (с помощью так называемых водоохладителей), но и разные процессы в сферы фармацевтики и химической промышленности, а также в разных сферах при охлаждении пресс-форм, в вакуумных технологиях, в централизованном кондиционировании.
Промышленное охлаждение воды в установках оборотного водоснабжения применяется для охлаждения в шахтах и на морских судах, для охлаждения на птицефабриках и на скотобойне, при охлаждении промышленного оборудования, при производстве ледяной воды, необходимой при производстве пластмасс и в вакуумных установках, при охлаждении отдельного технологического оборудования (лазеры, томографы, экструдеры).
Как видим, промышленное охлаждение воды является важной составной частью любого производственного процесса. Чтобы наиболее эффективно решить поставленные производством задачи, промышленное охлаждение воды производится на установках охлаждения жидкостей или холодильных машинах (чиллерах), имеющих разные конструкции.
Типичное решение систем оборотного водоснабжения для понижения температуры промышленного оборудования разделяется на несколько схем:
- Насосная схема на 1 или 2 насоса.
- С выносным конденсатором или моноблоком.
- Со встроенной ёмкостью или отдельным гидроблоком.

Чаще всего встречается ситуация, когда необходимо охлаждать группу технологических потребителей, причем требование к температуре охлаждающей жидкости довольно лояльное (от +10 до +20 градусов Цельсия). Такая рабочая ситуация применяется при охлаждении экструдеров, термопластавтоматов, для понижения температуры различного оборудования или вакуумных камер. В этом случае применяется схема с одним насосом (одноконтурная схема).
Схема состоит из холодильной части, ёмкости с охлаждающей жидкостью (водой), насоса, а на водоотводах устанавливаются датчик температуры охлаждающей жидкости (воды) и реле потока. Это замкнутый цикл, то есть вода из ёмкости забирается насосом, через водоотводы поступает к оборудованию, охлаждая его, и возвращается в холодильную часть установки. Там вода остывает и поступает опять в ёмкость. Цикл замыкается. Насос постоянно работает, а вот холодильная часть установки периодически отключается по команде температурного датчика после срабатывания температурного реле. Холодильная машина вновь включается, когда температура воды поднимается до установленной величины.
Система охлаждения с двумя насосами применяется в ситуациях, когда требуется подача охлаждающей жидкости (воды) при высоком давлении либо с ограничением по расходу воды. К примеру, работа лазерных установок требует охлаждения при давлении охлаждающей жидкости в 6-8 атмосфер. В такой схеме работают 2 контура: первый контур холодильный агрегат — ёмкость-насос1, а второй контур — ёмкость-насос2-потребитель. Насос1 работает постоянно, а насос2 — с учётом требований потребителя охлаждающей жидкости.
Выносной конденсатор или моноблок применяется, когда есть необходимость выбросить излишне тепло воды, отобранное ею от охлажденного оборудования. Моноблок-конденсатор выбрасывает это накопившееся тепло прямо в воздух цеха, подогревая его. Если же выброс тепла может привести к перегреву воздуха в промышленном помещении, устанавливается выносной конденсатор на улице. Моноблок можно переместить на любое удобное место, и в этом его удобство. Относительно ёмкости охлаждающей жидкости (воды). Промышленное охлаждение воды может потребовать различный объём воды, и поэтому может быть использована встроенная ёмкость либо отдельный гидроблок. Если объём ёмкости не превышает одного кубометра, то её можно поставить на одну раму с холодильным агрегатом. Если же требуется больший объём, то ёмкость для воды и насос укрепляются на отдельную раму.
Промышленные технологии (промышленное охлаждение воды) используются для получения ледяной воды, так необходимой для ледовых катков и в некоторых производственных процессах.
Промышленное охлаждение воды до температуры 1,52 градуса Цельсия в настоящее время производится в пластинчатых испарителях. Разработано много вариантов обращения рабочих сред в пластинчатом испарителе в соответствии с требованиями к потерям давления, к направлению циркуляции, турбулентности и т. п. Но общий принцип действия всех схем одинаков:
Промышленное охлаждение воды происходит при движении охлаждаемой воды и хладагента по разные стороны гофрированных пластин. Пластины при этом являются теплопередающей поверхностью. Хладагент отводит тепло от воды и в результате температура воды снижается до требуемой температуры. Это промышленное охлаждение воды до столь низкой температуры требует тщательного контроля: возможно замерзание воды в каналах пластинчатого испарителя и повреждение установки. Промышленное охлаждение воды — это сложный технологический процесс, требующий контроля температуры охлаждения и других параметров.
В последнее время также применяются промышленные установки охлаждения воды с системой естественного охлаждения.

## В майнинге криптовалют
Жидкостное охлаждение применяется для отведения избыточного тепла от чипов и плат вычислительного оборудования. В последние годы особую актуальность приобрело жидкостное (иммерсионное) охлаждение оборудования для добычи криптовалют. Как правило, создаются универсальные ёмкости с циркулирующей жидкостью-теплоносителем, в которые полностью погружаются GPU, ASIC, FPGA. С них демонтируются штатные системы охлаждения, что избавляет оборудование от попадания шума, пыли, мусора, позволяет разогнать его, сохраняя высокую эффективность охлаждения.
Главной отличительной особенностью использования иммерсионного охлаждения в майнинге является возможность повторного использования выделяемого оборудованием тепла в следующих целях:
```
   • для подогрева воды, отопления;
   • разведения теплолюбивых растений и животных;
   • сушки древесины;
   • обработки продукции в цехах после лакокрасочных работ;
   • сушки овощей и фруктов;
   • производстве каучука, химволокон, пластмасс, глинозёма.
```

В настоящее время изготовлением установок на иммерсионном охлаждении занимается ряд компаний: 3M, Asperitas, BiXBiT, Fujitsu, GRC и ряд других производителей. 

## Промышленное охлаждение и кондиционирование
Промышленное охлаждение воды в специальных установках — чиллерах — активно применяется в системах централизованного кондиционирования. Промышленный чиллер — это установка для охлаждения или подогрева теплоносителя (вода или этиленгликоль) и передачи теплоносителя с помощью системы трубопроводов в теплообменники — фанкойлы.